# Zdravotní pojišťovna ministerstva vnitra České republiky
Zdravotní pojišťovna ministerstva vnitra České republiky je česká zdravotní pojišťovna. Byla založena ke dni 1. října 1992 rozhodnutím Ministerstva práce a sociálních věcí České republiky. Aktuálně se jedná o druhou největší zdravotní pojišťovnu v České republice. Generálním ředitelem je od 2. října 2015 MUDr. David Kostka, MBA.
Pojišťovna má přes 1 300 000 klientů. Ti se mohou obracet na téměř 100 klientských center rozmístěných na území ČR. Projektem „Zdraví jako vášeň“ se pojišťovna snaží přiblížit veřejnosti zdravý životní styl neformálním způsobem.
Zdravotní pojištění zaměstnanců organizací spadajících pod ministerstvo vnitra ČR v této pojišťovně však není vlastně povinné, neboť nevyplývá ze žádného platného zákona, své služby poskytuje celé veřejnosti.
V červnu 2025 uvedl portál Aktuálně.cz, že pojišťovna jedná o možnosti sloučení s VoZP, o které usilovala právě VoZP, a to z důvodu svého vysokého zadlužení.

## Kontroverze
Český rozhlas přinesl informaci, že Zdravotní pojišťovna ministerstva vnitra zadávala marketingové zakázky jediné firmě. Údajně došlo k propuštění zaměstnance, který na to upozornil.